# Keiichi Noda
Keiichi Noda, pseudonimo di Seiji Yamane (Prefettura di Yamaguchi, 16 settembre 1943), è un doppiatore giapponese affiliato all'Aoni Production.

## Doppiaggio

### Serie televisive d'animazione
- Pyunma/008 e Jet Link/002 in Cyborg 009
- Kemunbasu in  Mōretsu Atarō (1969)
- Annunciatore in L'Uomo Tigre (1969)
- Abel e Dio in Devilman (1972)
- Rodem in Babil Junior (1973)
- Tetsuya Tsurugi in Il Grande Mazinga (1974)
- Schnuck in L'ape Maia (1975)
- Otho e Narratore e Capitan Futuro (1978)
- Masaru Ohinata in Grand Prix e il campionissimo (1981)
- Dr. Mashirito in Dr. Slump (1985)
- Narratore in Ginga: Nagareboshi Gin (1986)
- Cepheus Albiore in I cavalieri dello zodiaco (1986)
- Shouki/Raiden in Transformer - The Headmasters (1987)
- Narratore, Giga e Overlord in Transformer - Chōjin Masterforce (1988)
- Slash in Mahoromatic (2001)
- Saint Jaygarcia Saturn in One Piece (2003-in corso)
- Ioneos in Kono minikuku mo utsukushii sekai (2004)
- Bahha Aisaki in HUGtto! Pretty Cure (2018-2019)

### Film
- Annunciatore in Soratobu Yūreisen (1969)
- Kotaro Aoki in Shinko e la magia millenaria (2009)
- Takamichi Fujioka in Meitantei Conan - Tenkū no lost ship (2010)

### Videogiochi
- Johachim Mizrahi in Xenosaga
- Narratore in Gungriffon
- Tetsuya Tsurugi in Super Robot Wars
- Captain Pilota in Ultraman Fighting Evolution Rebirth
- Toranouske Yoshida in Persona 5 (2016)

### Live action
Gantz-sensei in Ganbare!! Robocon (1974)

### Altro
- HAL 9000 in 2010 - L'anno del contatto (doppiaggio 1990)
- George Karas in Fluido mortale (doppiaggio 1972)
- Gene Wilder in Gangster Story (doppiaggio 1974)